# 愛是永恆（當所愛是你）
《愛是永恆（當所愛是你?!?）》是香港作家卓韻芝於2010年所著的一部愛情散文集，其愛情散文系列的首部作品，榮獲2010年商務印書館暢銷書榜（文學類）第3位。
內容涉及當代愛情觀，由於不想指明文章內提及的性別，卓韻芝拒絕使用「他」或「她」書寫，全書採用一個新創的「亻她」字。
文章多以第一人稱書寫，亦有第三人稱及故事敘述手法書寫。風格幽默、正面而富時代感。書中最後一篇由卓韻芝當時的情人Mr. 樂隊結他手MJ（譚傑明）撰寫，以作者的真實自身經歷總結。
封面由香港畫家楊學德設計。
全書分為三個章節，分別為「亻她愛亻她」、「亻她不愛亻她」及「亻她與亻她」。

## 內容概要
什麼是放手呢？你不愛一個人了，這不叫放手，這叫做放棄；
你移情別戀了，這也不叫放手，這叫做淘汰；
你覺得很悶所以分手，這也不叫放手，最多只叫轉身走。
相反，愛一個人，但發現（無論如何還是）相處不來，唯有分開，這才叫做放手。
又或，愛一個人，但明白對方已經不愛自己了，唯有忍痛退出，也叫做放手。
「放手」一詞，往往包含戚然與無奈。
我見過有人不停哀求對方回來，無所不用其極，
電話日打夜打、電郵日傳夜傳、巴結朋友、喊生喊死，
我知道，她一定很愛他，只是她還是未明白，有時，
愛就是要學會放手。

## 書名由來
此書名啟發自林振強填詞的張學友經典粵語流行曲《愛是永恆》，歌詞中“愛是永恆，當所愛是你”為該曲最後點題句，卓韻芝選用此句，並於其後加上問號及感嘆號作為書名，隱喻當代愛情觀哲學的懷疑論。

## 平面廣告
書內作者照及平面廣告照片攝於東倫敦，由當地華籍時裝攝影師Kevin K Wong操刀。

## 外部連結
- 明窗出版社 卓韻芝作品 （页面存档备份，存于）
- 卓韻芝Facebook 專頁 （页面存档备份，存于）
- 卓韻芝微博 （页面存档备份，存于）
- 卓韻芝 網誌 （页面存档备份，存于）